# Liga Profesional de Béisbol Colombiano 2020-21
La Liga Profesional de Béisbol Colombiano 2020-21 llamada también Liga Profesional Colombiana de Béisbol Supergiros - BetPlay fue la cuadragésima quinto edición del béisbol invernal profesional en Colombia. Como principal novedad, se redujo el número de participantes a 4 equipos luego de la imposibilidad de participar por parte de Toros de Sincelejo y Leones de Montería.
Se disputó en formato burbuja en Barranquilla.
Caimanes de Barranquilla se coronó campeón al derrotar en la final a Vaqueros de Montería 4 juegos a 3.

## Novedades
- Se disminuye el número de participantes de 6 a 4 equipos.
- Toros de Sincelejo se ausenta del torneo después de 16 años consecutivos participando.
- Leones se ausenta del torneo.
- Todos los partidos se disputan en Barranquilla.
- Los juegos se transmiten por Telecaribe.[2]

## Temporada regular
Disputada a partir del 28 de noviembre al 28 de diciembre de 2020.

### Posiciones
| Pos | Equipo                   | J  | V  | D  | Avg   | PD   | Local | Visita |
| --- | ------------------------ | -- | -- | -- | ----- | ---- | ----- | ------ |
| 1.  | Tigres de Cartagena      | 24 | 16 | 8  | 0.667 | --   | 9-5   | 7-3    |
| 2.  | Vaqueros de Montería     | 24 | 14 | 10 | 0.583 | 1,0  | 5-4   | 9-6    |
| 3.  | Caimanes de Barranquilla | 24 | 13 | 11 | 0.542 | 2,0  | 6-9   | 7-2    |
| 4.  | Gigantes de Barranquilla | 24 | 5  | 19 | 0.208 | 10,0 | 1-10  | 4-9    |

|  |                               |
|  | Clasificados al Pre-Play Off. |
|  | Eliminado del torneo.         |

### Resultados
| Caimanes | 10 : 3 | Gigantes | Édgar Rentería, Barranquilla | 28 de noviembre | 13:30 |
| Tigres   | 0 : 3  | Vaqueros | Édgar Rentería, Barranquilla | 28 de noviembre | 20:00 |
| Gigantes | 0 : 1  | Tigres   | Édgar Rentería, Barranquilla | 29 de noviembre | 12:00 |
| Vaqueros | 7 : 2  | Caimanes | Édgar Rentería, Barranquilla | 29 de noviembre | 17:00 |

| Gigantes | 4 : 5  | Tigres   | Édgar Rentería, Barranquilla | 2 de diciembre | 14:30 |
| Vaqueros | 7 : 2  | Caimanes | Édgar Rentería, Barranquilla | 2 de diciembre | 20:30 |
| Caimanes | 0 : 4  | Tigres   | Édgar Rentería, Barranquilla | 3 de diciembre | 14:30 |
| Gigantes | 4 : 5  | Vaqueros | Édgar Rentería, Barranquilla | 3 de diciembre | 20:30 |
| Caimanes | 4 : 2  | Tigres   | Édgar Rentería, Barranquilla | 4 de diciembre | 14:30 |
| Gigantes | 1 : 18 | Vaqueros | Édgar Rentería, Barranquilla | 4 de diciembre | 20:30 |
| Vaqueros | 7 : 8  | Tigres   | Édgar Rentería, Barranquilla | 5 de diciembre | 13:30 |
| Gigantes | 0 : 10 | Caimanes | Édgar Rentería, Barranquilla | 5 de diciembre | 19:30 |
| Vaqueros | 4 : 0  | Tigres   | Édgar Rentería, Barranquilla | 6 de diciembre | 12:00 |
| Gigantes | 5 : 4  | Caimanes | Édgar Rentería, Barranquilla | 6 de diciembre | 17:00 |

| Caimanes | 5 : 4  | Vaqueros | Édgar Rentería, Barranquilla | 9 de diciembre  | 14:30 |
| Tigres   | 8 : 3  | Gigantes | Édgar Rentería, Barranquilla | 9 de diciembre  | 20:36 |
| Caimanes | 7 : 5  | Vaqueros | Édgar Rentería, Barranquilla | 10 de diciembre | 14:30 |
| Tigres   | 11 : 7 | Gigantes | Édgar Rentería, Barranquilla | 10 de diciembre | 20:36 |
| Vaqueros | 4 : 8  | Gigantes | Édgar Rentería, Barranquilla | 11 de diciembre | 14:30 |
| Tigres   | 6 : 5  | Caimanes | Édgar Rentería, Barranquilla | 11 de diciembre | 20:36 |
| Vaqueros | 4 : 1  | Gigantes | Édgar Rentería, Barranquilla | 12 de diciembre | 00:00 |
| Tigres   | 8 : 6  | Caimanes | Édgar Rentería, Barranquilla | 12 de diciembre | 00:00 |
| Caimanes | 3 : 6  | Gigantes | Édgar Rentería, Barranquilla | 13 de diciembre | 00:00 |
| Tigres   | 7 : 8  | Vaqueros | Édgar Rentería, Barranquilla | 13 de diciembre | 00:00 |

| Caimanes | 6 : 1  | Gigantes | Édgar Rentería, Barranquilla | 15 de diciembre | 14:30 |
| Tigres   | 7 : 3  | Vaqueros | Édgar Rentería, Barranquilla | 15 de diciembre | 20:36 |
| Caimanes | 5 : 2  | Gigantes | Édgar Rentería, Barranquilla | 16 de diciembre | 14:30 |
| Tigres   | 3 : 6  | Vaqueros | Édgar Rentería, Barranquilla | 16 de diciembre | 20:36 |
| Gigantes | 3 : 10 | Tigres   | Édgar Rentería, Barranquilla | 17 de diciembre | 14:30 |
| Vaqueros | 3 : 6  | Caimanes | Édgar Rentería, Barranquilla | 17 de diciembre | 20:36 |
| Gigantes | 7 : 14 | Tigres   | Édgar Rentería, Barranquilla | 18 de diciembre | 14:30 |
| Vaqueros | 2 : 4  | Caimanes | Édgar Rentería, Barranquilla | 18 de diciembre | 20:36 |
| Caimanes | 5 : 4  | Tigres   | Édgar Rentería, Barranquilla | 19 de diciembre | 13:30 |
| Gigantes | 8 : 9  | Vaqueros | Édgar Rentería, Barranquilla | 19 de diciembre | 19:30 |
| Caimanes | 2 : 11 | Tigres   | Édgar Rentería, Barranquilla | 20 de diciembre | 13:30 |
| Gigantes | 3 : 9  | Vaqueros | Édgar Rentería, Barranquilla | 20 de diciembre | 19:30 |

| Vaqueros | 9 : 13 | Gigantes | Édgar Rentería, Barranquilla | 21 de diciembre | 14:30 |
| Tigres   | 5 : 1  | Caimanes | Édgar Rentería, Barranquilla | 21 de diciembre | 20:36 |
| Vaqueros | 2 : 9  | Tigres   | Édgar Rentería, Barranquilla | 22 de diciembre | 14:30 |
| Gigantes | 2 : 14 | Caimanes | Édgar Rentería, Barranquilla | 22 de diciembre | 20:36 |
| Vaqueros | 12 : 2 | Tigres   | Édgar Rentería, Barranquilla | 23 de diciembre | 14:30 |
| Gigantes | 6 : 5  | Caimanes | Édgar Rentería, Barranquilla | 23 de diciembre | 20:36 |
| Caimanes | 11 : 6 | Vaqueros | Édgar Rentería, Barranquilla | 26 de diciembre | 13:30 |
| Tigres   | 11 : 4 | Gigantes | Édgar Rentería, Barranquilla | 26 de diciembre | 19:30 |
| Caimanes | 3 : 6  | Vaqueros | Édgar Rentería, Barranquilla | 27 de diciembre | 13:30 |
| Tigres   | 11 : 6 | Gigantes | Édgar Rentería, Barranquilla | 27 de diciembre | 19:30 |
| Vaqueros | 16 : 4 | Gigantes | Édgar Rentería, Barranquilla | 28 de diciembre | 14:30 |
| Tigres   | 1 : 10 | Caimanes | Édgar Rentería, Barranquilla | 28 de diciembre | 20:30 |

## Round Robin
Disputado por los 3 primeros de la fase anterior a partir del 2 de enero de 2021.

### Refuerzos
El 29 de diciembre de 2020 quedó definido los refuerzos para la pos temporada.
| Equipo Origen            | Jugador        | Posición  | Equipo a reforzar    |
| ------------------------ | -------------- | --------- | -------------------- |
| Gigantes de Barranquilla | Andy Vasquez   | Jardinero | Tigres de Cartagena  |
| Gigantes de Barranquilla | Yoandry Portal | Lanzador  | Vaqueros de Montería |

## Desarrollo
Disputados los seis primeros juegos del Round Robin los tres equipos se encontraban empatados con 2 victorias y 2 derrotas cada uno. En el séptimo juego los Vaqueros tomaron el liderato al derrotar a Caimanes quedando con 3 victorias, los reptiles se recuperaron rápidamente superando a Tigres alcanzando así las 3 victorias y el segundo lugar, el equipo felino de Cartagena cayó nuevamente en el juego 9 ante Vaqueros dejando seriamente comprometida sus opciones para alcanzar el Play Off Final. Caimanes superó al líder en el juego número 10 alcanzando así las 4 victorias junto a Vaqueros, Tigres tendrían la opción de igual las cosas venciendo en los últimos dos juegos a sus rivales sin embargo el local Caimanes frenó las opciones ganando 8-4 a Tigres y dejando definido el Play Off Final, el último juego del Round Robin lo ganaría Vaqueros 8-3 ante el equipo cartagenero para ratificar su paso a la final.

### Posiciones Round Robin
| Pos | Equipo                   | J | V | D | Avg   | PD  | Local | Visita |
| --- | ------------------------ | - | - | - | ----- | --- | ----- | ------ |
| 1.  | Caimanes de Barranquilla | 8 | 5 | 3 | 0.625 | 0,0 | 3-1   | 2-2    |
| 2.  | Vaqueros de Montería     | 8 | 5 | 3 | 0.625 | 0,0 | 3-1   | 2-2    |
| 3.  | Tigres de Cartagena      | 8 | 2 | 6 | 0.250 | 3,0 | 1-3   | 1-3    |

|  |                                        |
|  | Clasificado a la final del campeonato. |
|  | Eliminado del torneo.                  |

### Resultados Round Robin
| Caimanes | 9 : 7  | Vaqueros | Édgar Rentería, Barranquilla | 2 de enero  | 17:00 |
| Caimanes | 4 : 5  | Tigres   | Édgar Rentería, Barranquilla | 3 de enero  | 16:00 |
| Tigres   | 4 : 7  | Vaqueros | Édgar Rentería, Barranquilla | 4 de enero  | 20:30 |
| Vaqueros | 2 : 7  | Caimanes | Édgar Rentería, Barranquilla | 5 de enero  | 20:30 |
| Tigres   | 6 : 4  | Caimanes | Édgar Rentería, Barranquilla | 6 de enero  | 20:30 |
| Vaqueros | 9 : 5  | Tigres   | Édgar Rentería, Barranquilla | 7 de enero  | 20:30 |
| Caimanes | 3 : 7  | Vaqueros | Édgar Rentería, Barranquilla | 8 de enero  | 20:30 |
| Caimanes | 4 : 2  | Tigres   | Édgar Rentería, Barranquilla | 9 de enero  | 17:00 |
| Tigres   | 3 : 7  | Vaqueros | Édgar Rentería, Barranquilla | 10 de enero | 16:00 |
| Vaqueros | 4 : 10 | Caimanes | Édgar Rentería, Barranquilla | 11 de enero | 20:30 |
| Tigres   | 4 : 8  | Caimanes | Édgar Rentería, Barranquilla | 12 de enero | 20:30 |
| Vaqueros | 8 : 3  | Tigres   | Édgar Rentería, Barranquilla | 13 de enero | 20:30 |

## Final
| Juego 1, 16 de enero, 17:00 (UTC-5) | Vaqueros de Montería | 4 – 3   | Caimanes de Barranquilla | Édgar Rentería, Barranquilla |                            |   |   |   |   |   |    |   |
| |                      | Reporte |                          | Asistencia: 0 espectadores   | Asistencia: 0 espectadores |   |   |   |   |   |    |   |
| Detalle \| Equipo \| 1 \| 2 \| 3 \| 4 \| 5 \| 6 \| 7 \| 8 \| 9 \| C \| H \| E \| \| -------- \| - \| - \| - \| - \| - \| - \| - \| - \| - \| - \| -- \| - \| \| Vaqueros \| 0 \| 0 \| 0 \| 0 \| 1 \| 0 \| 0 \| 2 \| 1 \| 4 \| 10 \| 3 \| \| Caimanes \| 2 \| 0 \| 0 \| 0 \| 0 \| 0 \| 0 \| 0 \| 1 \| 3 \| 9 \| 2 \|LG: Misael Silvero (1-0) LP: Hector García (0-1) SV: Cody Mincey (1) Umpires: HP: Luis Alvarado 1B: Maikol Tibabejo 2B: Dario Rivero 3B: Ramiro Duración: 3h 39m |                      |         |                          |                              |                            |   |   |   |   |   |    |   |
| Equipo | 1                    | 2       | 3                        | 4                            | 5                          | 6 | 7 | 8 | 9 | C | H  | E |
| Vaqueros | 0                    | 0       | 0                        | 0                            | 1                          | 0 | 0 | 2 | 1 | 4 | 10 | 3 |
| Caimanes | 2                    | 0       | 0                        | 0                            | 0                          | 0 | 0 | 0 | 1 | 3 | 9  | 2 |

| Equipo   | 1 | 2 | 3 | 4 | 5 | 6 | 7 | 8 | 9 | C | H  | E |
| -------- | - | - | - | - | - | - | - | - | - | - | -- | - |
| Vaqueros | 0 | 0 | 0 | 0 | 1 | 0 | 0 | 2 | 1 | 4 | 10 | 3 |
| Caimanes | 2 | 0 | 0 | 0 | 0 | 0 | 0 | 0 | 1 | 3 | 9  | 2 |

| Juego 2, 12 de enero, 16:00 (UTC-5) | Vaqueros de Montería | 1 – 5   | Caimanes de Barranquilla | Édgar Rentería, Barranquilla |   |   |   |   |   |   |   |   |
| |                      | Reporte |                          |                              |   |   |   |   |   |   |   |   |
| Detalle \| Equipo \| 1 \| 2 \| 3 \| 4 \| 5 \| 6 \| 7 \| 8 \| 9 \| C \| H \| E \| \| -------- \| - \| - \| - \| - \| - \| - \| - \| - \| - \| - \| - \| - \| \| Vaqueros \| 0 \| 0 \| 0 \| 0 \| 0 \| 0 \| 1 \| 0 \| 0 \| 1 \| 7 \| 3 \| \| Caimanes \| 3 \| 0 \| 0 \| 0 \| 1 \| 1 \| 0 \| 0 \| X \| 5 \| 9 \| 1 \|LG: Eduar López (1-0) LP: Manaurys Correa (0-1) Umpires: Duración: 3h 20m |                      |         |                          |                              |   |   |   |   |   |   |   |   |
| Equipo | 1                    | 2       | 3                        | 4                            | 5 | 6 | 7 | 8 | 9 | C | H | E |
| Vaqueros | 0                    | 0       | 0                        | 0                            | 0 | 0 | 1 | 0 | 0 | 1 | 7 | 3 |
| Caimanes | 3                    | 0       | 0                        | 0                            | 1 | 1 | 0 | 0 | X | 5 | 9 | 1 |

| Equipo   | 1 | 2 | 3 | 4 | 5 | 6 | 7 | 8 | 9 | C | H | E |
| -------- | - | - | - | - | - | - | - | - | - | - | - | - |
| Vaqueros | 0 | 0 | 0 | 0 | 0 | 0 | 1 | 0 | 0 | 1 | 7 | 3 |
| Caimanes | 3 | 0 | 0 | 0 | 1 | 1 | 0 | 0 | X | 5 | 9 | 1 |

| Juego 3, 19 de enero, 20:00 (UTC-5) | Caimanes de Barranquilla | 2 – 4   | Vaqueros de Montería | Édgar Rentería, Barranquilla |   |   |   |   |   |   |   |   |
| |                          | Reporte |                      |                              |   |   |   |   |   |   |   |   |
| Detalle \| Equipo \| 1 \| 2 \| 3 \| 4 \| 5 \| 6 \| 7 \| 8 \| 9 \| C \| H \| E \| \| -------- \| - \| - \| - \| - \| - \| - \| - \| - \| - \| - \| - \| - \| \| Caimanes \| 0 \| 0 \| 0 \| 0 \| 0 \| 0 \| 0 \| 2 \| 0 \| 2 \| 4 \| 0 \| \| Vaqueros \| 1 \| 0 \| 0 \| 0 \| 3 \| 0 \| 0 \| 0 \| X \| 4 \| 9 \| 1 \|LG: Pedro Echemendia (1-0) LP: Julio Vivas (0-1) SV: Cody Mincey (2) Umpires: Duración: 3h 00m |                          |         |                      |                              |   |   |   |   |   |   |   |   |
| Equipo | 1                        | 2       | 3                    | 4                            | 5 | 6 | 7 | 8 | 9 | C | H | E |
| Caimanes | 0                        | 0       | 0                    | 0                            | 0 | 0 | 0 | 2 | 0 | 2 | 4 | 0 |
| Vaqueros | 1                        | 0       | 0                    | 0                            | 3 | 0 | 0 | 0 | X | 4 | 9 | 1 |

| Equipo   | 1 | 2 | 3 | 4 | 5 | 6 | 7 | 8 | 9 | C | H | E |
| -------- | - | - | - | - | - | - | - | - | - | - | - | - |
| Caimanes | 0 | 0 | 0 | 0 | 0 | 0 | 0 | 2 | 0 | 2 | 4 | 0 |
| Vaqueros | 1 | 0 | 0 | 0 | 3 | 0 | 0 | 0 | X | 4 | 9 | 1 |

| Juego 4, 20 de enero, 20:00 (UTC-5) | Caimanes de Barranquilla | 1 – 3   | Vaqueros de Montería | Édgar Rentería, Barranquilla |   |   |   |   |   |   |   |   |
| |                          | Reporte |                      |                              |   |   |   |   |   |   |   |   |
| Detalle \| Equipo \| 1 \| 2 \| 3 \| 4 \| 5 \| 6 \| 7 \| 8 \| 9 \| C \| H \| E \| \| -------- \| - \| - \| - \| - \| - \| - \| - \| - \| - \| - \| - \| - \| \| Caimanes \| 0 \| 0 \| 1 \| 0 \| 0 \| 0 \| 0 \| 0 \| 0 \| 1 \| 6 \| 0 \| \| Vaqueros \| 0 \| 0 \| 3 \| 0 \| 0 \| 0 \| 0 \| 0 \| X \| 3 \| 5 \| 0 \|LG: Edinson Frias (1-0) LP: Edgar De La Rosa (0-1) SV: Severino Gonzalez (1) Umpires: Duración: 3h 21m |                          |         |                      |                              |   |   |   |   |   |   |   |   |
| Equipo | 1                        | 2       | 3                    | 4                            | 5 | 6 | 7 | 8 | 9 | C | H | E |
| Caimanes | 0                        | 0       | 1                    | 0                            | 0 | 0 | 0 | 0 | 0 | 1 | 6 | 0 |
| Vaqueros | 0                        | 0       | 3                    | 0                            | 0 | 0 | 0 | 0 | X | 3 | 5 | 0 |

| Equipo   | 1 | 2 | 3 | 4 | 5 | 6 | 7 | 8 | 9 | C | H | E |
| -------- | - | - | - | - | - | - | - | - | - | - | - | - |
| Caimanes | 0 | 0 | 1 | 0 | 0 | 0 | 0 | 0 | 0 | 1 | 6 | 0 |
| Vaqueros | 0 | 0 | 3 | 0 | 0 | 0 | 0 | 0 | X | 3 | 5 | 0 |

| Juego 5, 21 de enero, 20:00 (UTC-5) | Caimanes de Barranquilla | 10 – 50 | Vaqueros de Montería | Édgar Rentería, Barranquilla |   |   |   |   |   |    |    |   |
| |                          | Reporte |                      |                              |   |   |   |   |   |    |    |   |
| Detalle \| Equipo \| 1 \| 2 \| 3 \| 4 \| 5 \| 6 \| 7 \| 8 \| 9 \| C \| H \| E \| \| -------- \| - \| - \| - \| - \| - \| - \| - \| - \| - \| -- \| -- \| - \| \| Caimanes \| 0 \| 4 \| 2 \| 0 \| 1 \| 0 \| 0 \| 0 \| 3 \| 10 \| 11 \| 2 \| \| Vaqueros \| 0 \| 0 \| 0 \| 0 \| 0 \| 0 \| 1 \| 0 \| 4 \| 5 \| 4 \| 5 \| Umpires: Duración: 3h 34m |                          |         |                      |                              |   |   |   |   |   |    |    |   |
| Equipo | 1                        | 2       | 3                    | 4                            | 5 | 6 | 7 | 8 | 9 | C  | H  | E |
| Caimanes | 0                        | 4       | 2                    | 0                            | 1 | 0 | 0 | 0 | 3 | 10 | 11 | 2 |
| Vaqueros | 0                        | 0       | 0                    | 0                            | 0 | 0 | 1 | 0 | 4 | 5  | 4  | 5 |

| Equipo   | 1 | 2 | 3 | 4 | 5 | 6 | 7 | 8 | 9 | C  | H  | E |
| -------- | - | - | - | - | - | - | - | - | - | -- | -- | - |
| Caimanes | 0 | 4 | 2 | 0 | 1 | 0 | 0 | 0 | 3 | 10 | 11 | 2 |
| Vaqueros | 0 | 0 | 0 | 0 | 0 | 0 | 1 | 0 | 4 | 5  | 4  | 5 |

| Juego 6, 23 de enero, 17:00 (UTC-5) | Vaqueros de Montería | 2 – 8 | Caimanes de Barranquilla | Édgar Rentería, Barranquilla |  |

| Juego 7, 24 de enero, 16:00 (UTC-5) | Vaqueros de Montería | 0 – 6 | Caimanes de Barranquilla | Édgar Rentería, Barranquilla |  |

| Juego 1, 16 de enero, 17:00 (UTC-5) | Vaqueros de Montería | 4 – 3   | Caimanes de Barranquilla | Édgar Rentería, Barranquilla |                            |   |   |   |   |   |    |   |
| |                      | Reporte |                          | Asistencia: 0 espectadores   | Asistencia: 0 espectadores |   |   |   |   |   |    |   |
| Detalle \| Equipo \| 1 \| 2 \| 3 \| 4 \| 5 \| 6 \| 7 \| 8 \| 9 \| C \| H \| E \| \| -------- \| - \| - \| - \| - \| - \| - \| - \| - \| - \| - \| -- \| - \| \| Vaqueros \| 0 \| 0 \| 0 \| 0 \| 1 \| 0 \| 0 \| 2 \| 1 \| 4 \| 10 \| 3 \| \| Caimanes \| 2 \| 0 \| 0 \| 0 \| 0 \| 0 \| 0 \| 0 \| 1 \| 3 \| 9 \| 2 \|LG: Misael Silvero (1-0) LP: Hector García (0-1) SV: Cody Mincey (1) Umpires: HP: Luis Alvarado 1B: Maikol Tibabejo 2B: Dario Rivero 3B: Ramiro Duración: 3h 39m |                      |         |                          |                              |                            |   |   |   |   |   |    |   |
| Equipo | 1                    | 2       | 3                        | 4                            | 5                          | 6 | 7 | 8 | 9 | C | H  | E |
| Vaqueros | 0                    | 0       | 0                        | 0                            | 1                          | 0 | 0 | 2 | 1 | 4 | 10 | 3 |
| Caimanes | 2                    | 0       | 0                        | 0                            | 0                          | 0 | 0 | 0 | 1 | 3 | 9  | 2 |

| Equipo   | 1 | 2 | 3 | 4 | 5 | 6 | 7 | 8 | 9 | C | H  | E |
| -------- | - | - | - | - | - | - | - | - | - | - | -- | - |
| Vaqueros | 0 | 0 | 0 | 0 | 1 | 0 | 0 | 2 | 1 | 4 | 10 | 3 |
| Caimanes | 2 | 0 | 0 | 0 | 0 | 0 | 0 | 0 | 1 | 3 | 9  | 2 |

| Juego 2, 12 de enero, 16:00 (UTC-5) | Vaqueros de Montería | 1 – 5   | Caimanes de Barranquilla | Édgar Rentería, Barranquilla |   |   |   |   |   |   |   |   |
| |                      | Reporte |                          |                              |   |   |   |   |   |   |   |   |
| Detalle \| Equipo \| 1 \| 2 \| 3 \| 4 \| 5 \| 6 \| 7 \| 8 \| 9 \| C \| H \| E \| \| -------- \| - \| - \| - \| - \| - \| - \| - \| - \| - \| - \| - \| - \| \| Vaqueros \| 0 \| 0 \| 0 \| 0 \| 0 \| 0 \| 1 \| 0 \| 0 \| 1 \| 7 \| 3 \| \| Caimanes \| 3 \| 0 \| 0 \| 0 \| 1 \| 1 \| 0 \| 0 \| X \| 5 \| 9 \| 1 \|LG: Eduar López (1-0) LP: Manaurys Correa (0-1) Umpires: Duración: 3h 20m |                      |         |                          |                              |   |   |   |   |   |   |   |   |
| Equipo | 1                    | 2       | 3                        | 4                            | 5 | 6 | 7 | 8 | 9 | C | H | E |
| Vaqueros | 0                    | 0       | 0                        | 0                            | 0 | 0 | 1 | 0 | 0 | 1 | 7 | 3 |
| Caimanes | 3                    | 0       | 0                        | 0                            | 1 | 1 | 0 | 0 | X | 5 | 9 | 1 |

| Equipo   | 1 | 2 | 3 | 4 | 5 | 6 | 7 | 8 | 9 | C | H | E |
| -------- | - | - | - | - | - | - | - | - | - | - | - | - |
| Vaqueros | 0 | 0 | 0 | 0 | 0 | 0 | 1 | 0 | 0 | 1 | 7 | 3 |
| Caimanes | 3 | 0 | 0 | 0 | 1 | 1 | 0 | 0 | X | 5 | 9 | 1 |

| Juego 3, 19 de enero, 20:00 (UTC-5) | Caimanes de Barranquilla | 2 – 4   | Vaqueros de Montería | Édgar Rentería, Barranquilla |   |   |   |   |   |   |   |   |
| |                          | Reporte |                      |                              |   |   |   |   |   |   |   |   |
| Detalle \| Equipo \| 1 \| 2 \| 3 \| 4 \| 5 \| 6 \| 7 \| 8 \| 9 \| C \| H \| E \| \| -------- \| - \| - \| - \| - \| - \| - \| - \| - \| - \| - \| - \| - \| \| Caimanes \| 0 \| 0 \| 0 \| 0 \| 0 \| 0 \| 0 \| 2 \| 0 \| 2 \| 4 \| 0 \| \| Vaqueros \| 1 \| 0 \| 0 \| 0 \| 3 \| 0 \| 0 \| 0 \| X \| 4 \| 9 \| 1 \|LG: Pedro Echemendia (1-0) LP: Julio Vivas (0-1) SV: Cody Mincey (2) Umpires: Duración: 3h 00m |                          |         |                      |                              |   |   |   |   |   |   |   |   |
| Equipo | 1                        | 2       | 3                    | 4                            | 5 | 6 | 7 | 8 | 9 | C | H | E |
| Caimanes | 0                        | 0       | 0                    | 0                            | 0 | 0 | 0 | 2 | 0 | 2 | 4 | 0 |
| Vaqueros | 1                        | 0       | 0                    | 0                            | 3 | 0 | 0 | 0 | X | 4 | 9 | 1 |

| Equipo   | 1 | 2 | 3 | 4 | 5 | 6 | 7 | 8 | 9 | C | H | E |
| -------- | - | - | - | - | - | - | - | - | - | - | - | - |
| Caimanes | 0 | 0 | 0 | 0 | 0 | 0 | 0 | 2 | 0 | 2 | 4 | 0 |
| Vaqueros | 1 | 0 | 0 | 0 | 3 | 0 | 0 | 0 | X | 4 | 9 | 1 |

| Juego 4, 20 de enero, 20:00 (UTC-5) | Caimanes de Barranquilla | 1 – 3   | Vaqueros de Montería | Édgar Rentería, Barranquilla |   |   |   |   |   |   |   |   |
| |                          | Reporte |                      |                              |   |   |   |   |   |   |   |   |
| Detalle \| Equipo \| 1 \| 2 \| 3 \| 4 \| 5 \| 6 \| 7 \| 8 \| 9 \| C \| H \| E \| \| -------- \| - \| - \| - \| - \| - \| - \| - \| - \| - \| - \| - \| - \| \| Caimanes \| 0 \| 0 \| 1 \| 0 \| 0 \| 0 \| 0 \| 0 \| 0 \| 1 \| 6 \| 0 \| \| Vaqueros \| 0 \| 0 \| 3 \| 0 \| 0 \| 0 \| 0 \| 0 \| X \| 3 \| 5 \| 0 \|LG: Edinson Frias (1-0) LP: Edgar De La Rosa (0-1) SV: Severino Gonzalez (1) Umpires: Duración: 3h 21m |                          |         |                      |                              |   |   |   |   |   |   |   |   |
| Equipo | 1                        | 2       | 3                    | 4                            | 5 | 6 | 7 | 8 | 9 | C | H | E |
| Caimanes | 0                        | 0       | 1                    | 0                            | 0 | 0 | 0 | 0 | 0 | 1 | 6 | 0 |
| Vaqueros | 0                        | 0       | 3                    | 0                            | 0 | 0 | 0 | 0 | X | 3 | 5 | 0 |

| Equipo   | 1 | 2 | 3 | 4 | 5 | 6 | 7 | 8 | 9 | C | H | E |
| -------- | - | - | - | - | - | - | - | - | - | - | - | - |
| Caimanes | 0 | 0 | 1 | 0 | 0 | 0 | 0 | 0 | 0 | 1 | 6 | 0 |
| Vaqueros | 0 | 0 | 3 | 0 | 0 | 0 | 0 | 0 | X | 3 | 5 | 0 |

| Juego 5, 21 de enero, 20:00 (UTC-5) | Caimanes de Barranquilla | 10 – 50 | Vaqueros de Montería | Édgar Rentería, Barranquilla |   |   |   |   |   |    |    |   |
| |                          | Reporte |                      |                              |   |   |   |   |   |    |    |   |
| Detalle \| Equipo \| 1 \| 2 \| 3 \| 4 \| 5 \| 6 \| 7 \| 8 \| 9 \| C \| H \| E \| \| -------- \| - \| - \| - \| - \| - \| - \| - \| - \| - \| -- \| -- \| - \| \| Caimanes \| 0 \| 4 \| 2 \| 0 \| 1 \| 0 \| 0 \| 0 \| 3 \| 10 \| 11 \| 2 \| \| Vaqueros \| 0 \| 0 \| 0 \| 0 \| 0 \| 0 \| 1 \| 0 \| 4 \| 5 \| 4 \| 5 \| Umpires: Duración: 3h 34m |                          |         |                      |                              |   |   |   |   |   |    |    |   |
| Equipo | 1                        | 2       | 3                    | 4                            | 5 | 6 | 7 | 8 | 9 | C  | H  | E |
| Caimanes | 0                        | 4       | 2                    | 0                            | 1 | 0 | 0 | 0 | 3 | 10 | 11 | 2 |
| Vaqueros | 0                        | 0       | 0                    | 0                            | 0 | 0 | 1 | 0 | 4 | 5  | 4  | 5 |

| Equipo   | 1 | 2 | 3 | 4 | 5 | 6 | 7 | 8 | 9 | C  | H  | E |
| -------- | - | - | - | - | - | - | - | - | - | -- | -- | - |
| Caimanes | 0 | 4 | 2 | 0 | 1 | 0 | 0 | 0 | 3 | 10 | 11 | 2 |
| Vaqueros | 0 | 0 | 0 | 0 | 0 | 0 | 1 | 0 | 4 | 5  | 4  | 5 |

| Juego 6, 23 de enero, 17:00 (UTC-5) | Vaqueros de Montería | 2 – 8 | Caimanes de Barranquilla | Édgar Rentería, Barranquilla |  |

| Juego 7, 24 de enero, 16:00 (UTC-5) | Vaqueros de Montería | 0 – 6 | Caimanes de Barranquilla | Édgar Rentería, Barranquilla |  |

| Colombia                         |
| Campeón Caimanes de Barranquilla |
| Undécimo título                  |

## Los mejores
Temporada regular actualizada al 28 de diciembre 

### Bateadores
| Promedio de bateo (BA) | Promedio de bateo (BA) | Promedio de bateo (BA) |
| ---------------------- | ---------------------- | ---------------------- |
| 1                      | Geraldo Manuel (GIG)   | .370                   |
| 2                      | Harold Ramirez (CAI)   | .367                   |
| 3                      | Andy Vasquez (GIG)     | .364                   |
| 4                      | Jordan Diaz (VAQ)      | .364                   |
| 5                      | Brallan Perez (TIG)    | .350                   |

| Carreras anotadas (R) | Carreras anotadas (R) | Carreras anotadas (R) |
| --------------------- | --------------------- | --------------------- |
| 1                     | Brallan Perez (TIG)   | 27                    |
| 2                     | Elier Hernandez (VAQ) | 25                    |
| 3                     | Harold Ramírez (CAI)  | 19                    |
| 4                     |                       |                       |
| 5                     |                       |                       |

| Carreras impulsadas (RBI) | Carreras impulsadas (RBI) | Carreras impulsadas (RBI) |
| ------------------------- | ------------------------- | ------------------------- |
| 1                         | Jordan Díaz (VAQ)         | 25                        |
| 2                         | Meybri Viloria (VAQ)      | 22                        |
| 3                         | Diover Ávila (TIG)        | 20                        |
| 4                         | Carlos Martínez (TIG)     | 19                        |
| 5                         | Elier Hernandez (VAQ)     | 19                        |

| Bases Robadas (SB) | Bases Robadas (SB)    | Bases Robadas (SB) |
| ------------------ | --------------------- | ------------------ |
| 1                  | Elier Hernandez (VAQ) | 8                  |
| 2                  | Andy Vasquez (GIG)    | 8                  |
| 3                  | Manuel Joseph (TIG)   | 7                  |
| 4                  | Andres Angulo (VAQ)   | 6                  |
| 5                  | Brallan Perez (TIG)   | 5                  |

| Jonrones (HR) | Jonrones (HR)           | Jonrones (HR) |
| ------------- | ----------------------- | ------------- |
| 1             | Adam Walker (CAI)       | 5             |
| 2             | Elier Hernandez (VAQ)   | 4             |
| 3             | Junior Javier Van (TIG) | 3             |
| 4             | Bandera de ?            |               |
| 5             | Bandera de ?            |               |

| Hits (H) | Hits (H)              | Hits (H) |
| -------- | --------------------- | -------- |
| 1        | Andy Vasquez (GIG)    | 36       |
| 2        | Rubi Silva (VAQ)      | 33       |
| 3        | Carlos Martínez (TIG) | 30       |
| 4        | Harold Ramírez (CAI)  | 29       |
| 5        | 2 jugadores           | 28       |

| Dobles (2B) | Dobles (2B)          | Dobles (2B) |
| ----------- | -------------------- | ----------- |
| 1           | Brallan Perez (TIG)  | 7           |
| 2           | Harold Ramírez (CAI) | 7           |
| 3           | Vladimir Frias (VAQ) | 6           |
| 4           | Jordan Díaz (VAQ)    | 6           |
| 5           | Andy Vasquez (GIG)   | 6           |

| Triples (3B) | Triples (3B)            | Triples (3B) |
| ------------ | ----------------------- | ------------ |
| 1            | Tito Polo (CAI)         | 5            |
| 2            | Andy Vasquez (GIG)      | 3            |
| 3            | Junior Javier Van (TIG) | 2            |
| 4            | Jose Brizuela (VAQ)     | 2            |
| 5            | Gaspar Palacio (TIG)    | 2            |

### Lanzadores
| Juegos Ganados | Juegos Ganados         | Juegos Ganados |
| -------------- | ---------------------- | -------------- |
| 1              | Eduar López (TIG)      | 4              |
| 2              | David Holmberg (CAI)   | 4              |
| 3              | Porfilio López (TIG)   | 3              |
| 4              | Julio Vivas (CAI)      | 3              |
| 5              | Pedro Echemendia (VAQ) | 3              |

| Efectividad | Efectividad          | Efectividad |
| ----------- | -------------------- | ----------- |
| 1           | Eduar López (TIG)    | 0.95        |
| 2           | Edison Frias (VAQ)   | 1.24        |
| 3           | David Holmberg (CAI) | 1.35        |
| 4           | Jose Taveras (GIG)   | 1.88        |
| 5           | Porfilio López (TIG) | 2.70        |

| Ponches | Ponches                | Ponches |
| ------- | ---------------------- | ------- |
| 1       | Porfilio López (TIG)   | 28      |
| 2       | David Holmberg (CAI)   | 28      |
| 3       | Juli Vivas (CAI)       | 25      |
| 4       | Eduar López (TIG)      | 21      |
| 5       | Pedro Echemendia (VAQ) | 21      |

| Juegos Salvados | Juegos Salvados       | Juegos Salvados |
| --------------- | --------------------- | --------------- |
| 1               | Cody Mincey (VAQ)     | 6               |
| 2               | Jalen Miller (CAI)    | 3               |
| 3               | Jhon Romero (CAI)     | 3               |
| 4               | Yoandry Portal (GIG)  | 2               |
| 5               | Jose Valdespina (TIG) | 2               |